# Reprezentacja Azerbejdżanu w piłce siatkowej kobiet

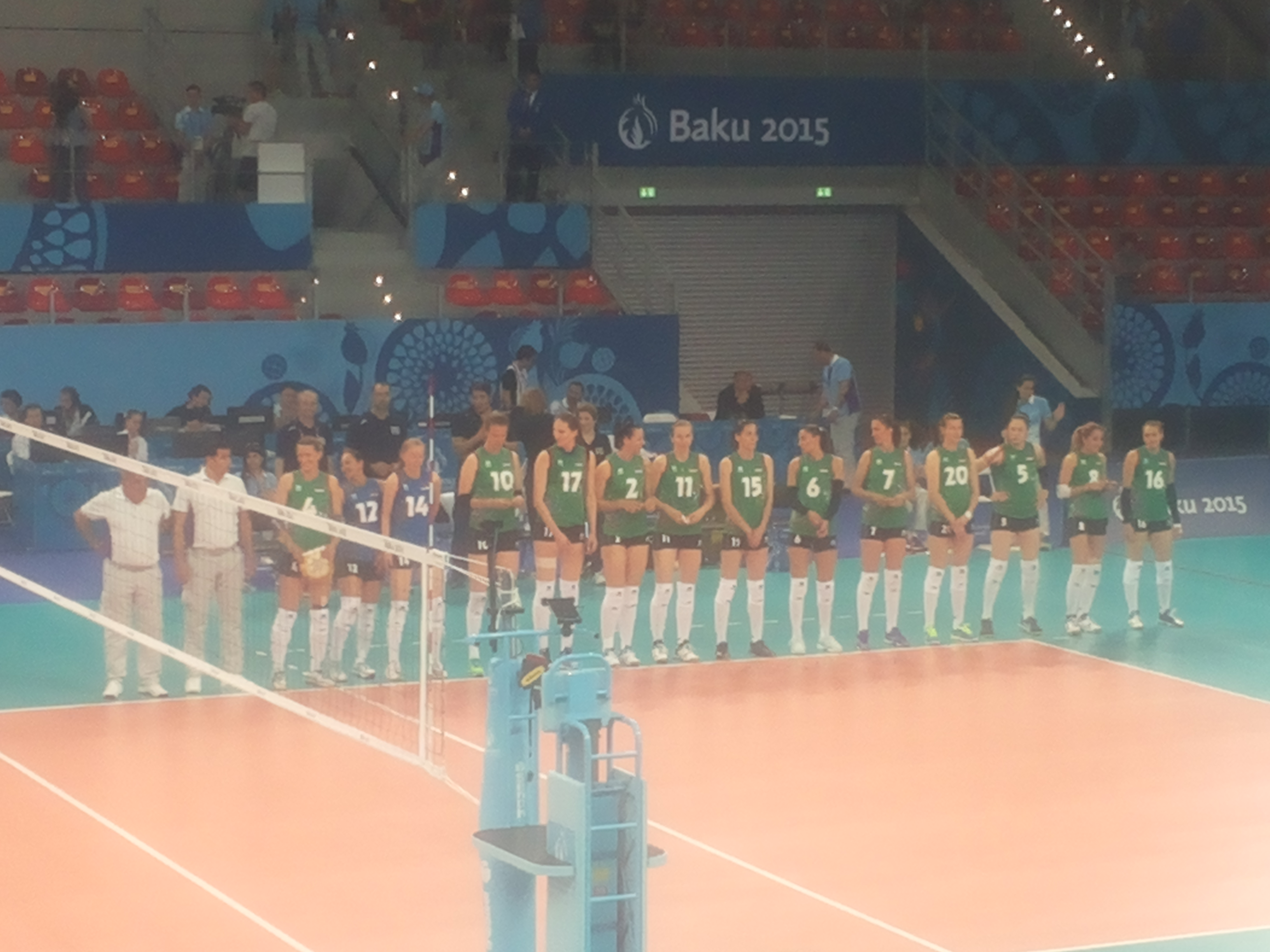
Reprezentacja Azerbejdżanu na Igrzyskach Europejskich 2015

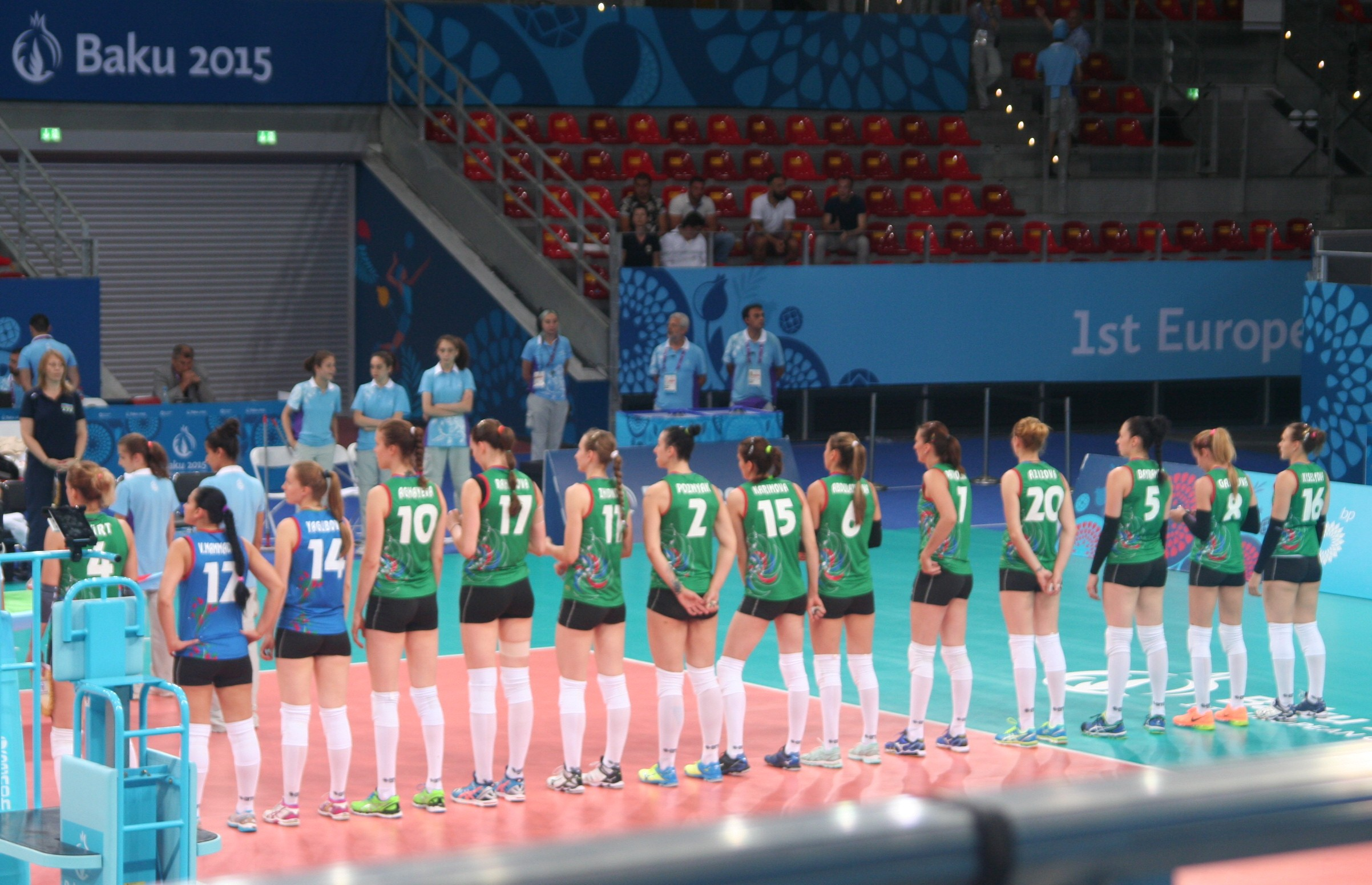
Reprezentacja Azerbejdżanu na Igrzyskach Europejskich 2015

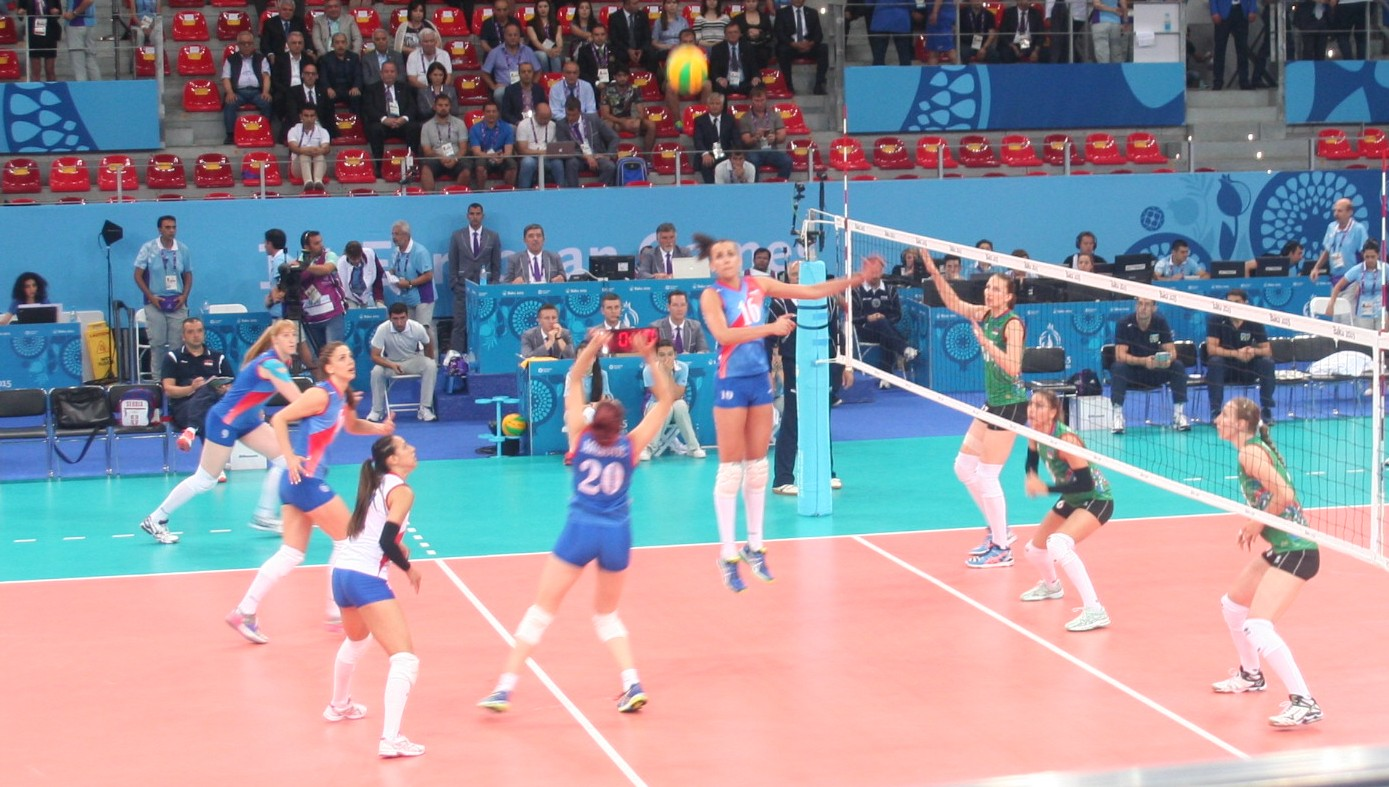
Mecz o 3 miejsce pomiędzy reprezentacjami Azerbejdżanu i Turcji na Igrzyskach Europejskich 2015

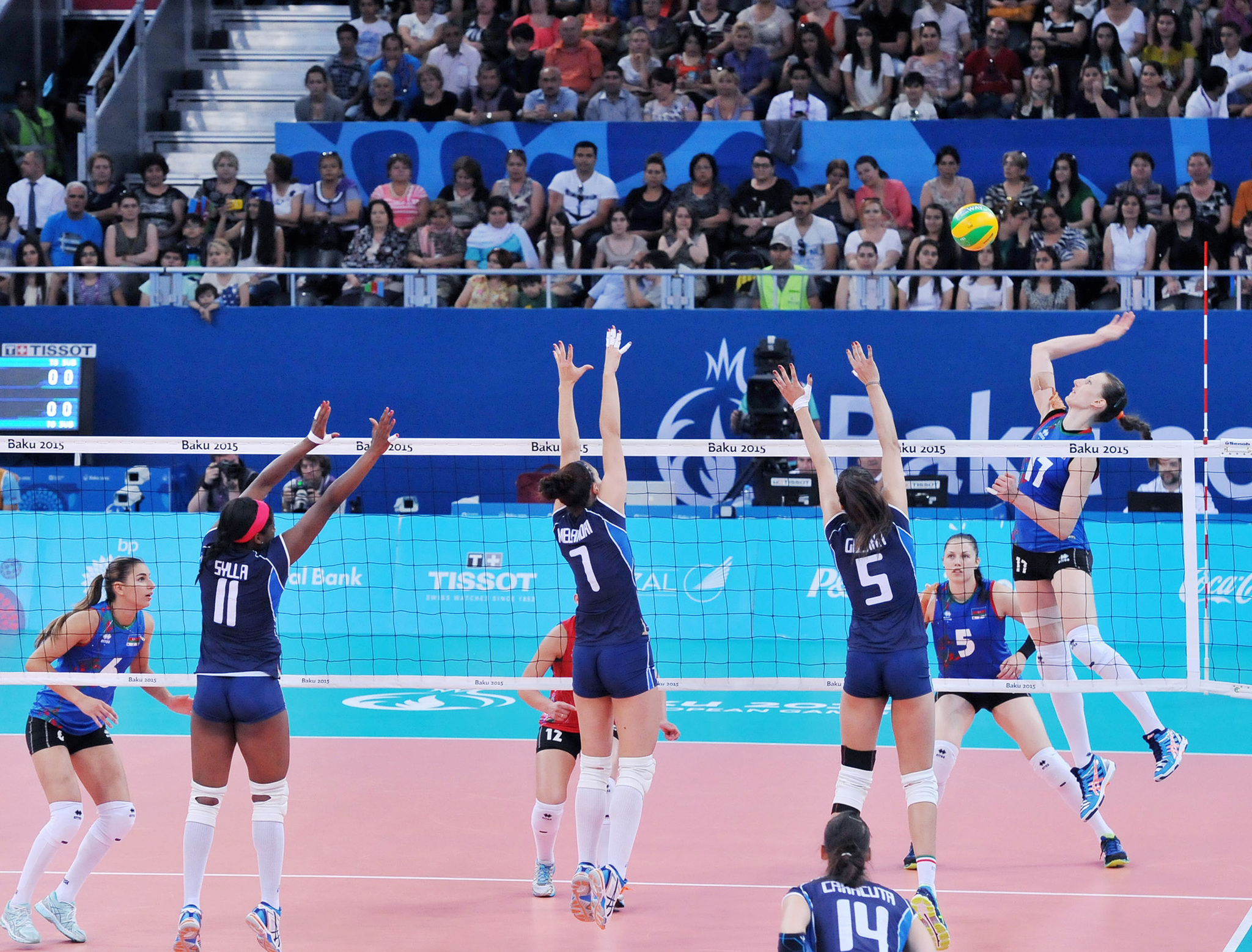
Mecz fazy grupowej pomiędzy reprezentacjami Azerbejdżanu i Włoch na Igrzyskach Europejskich 2015

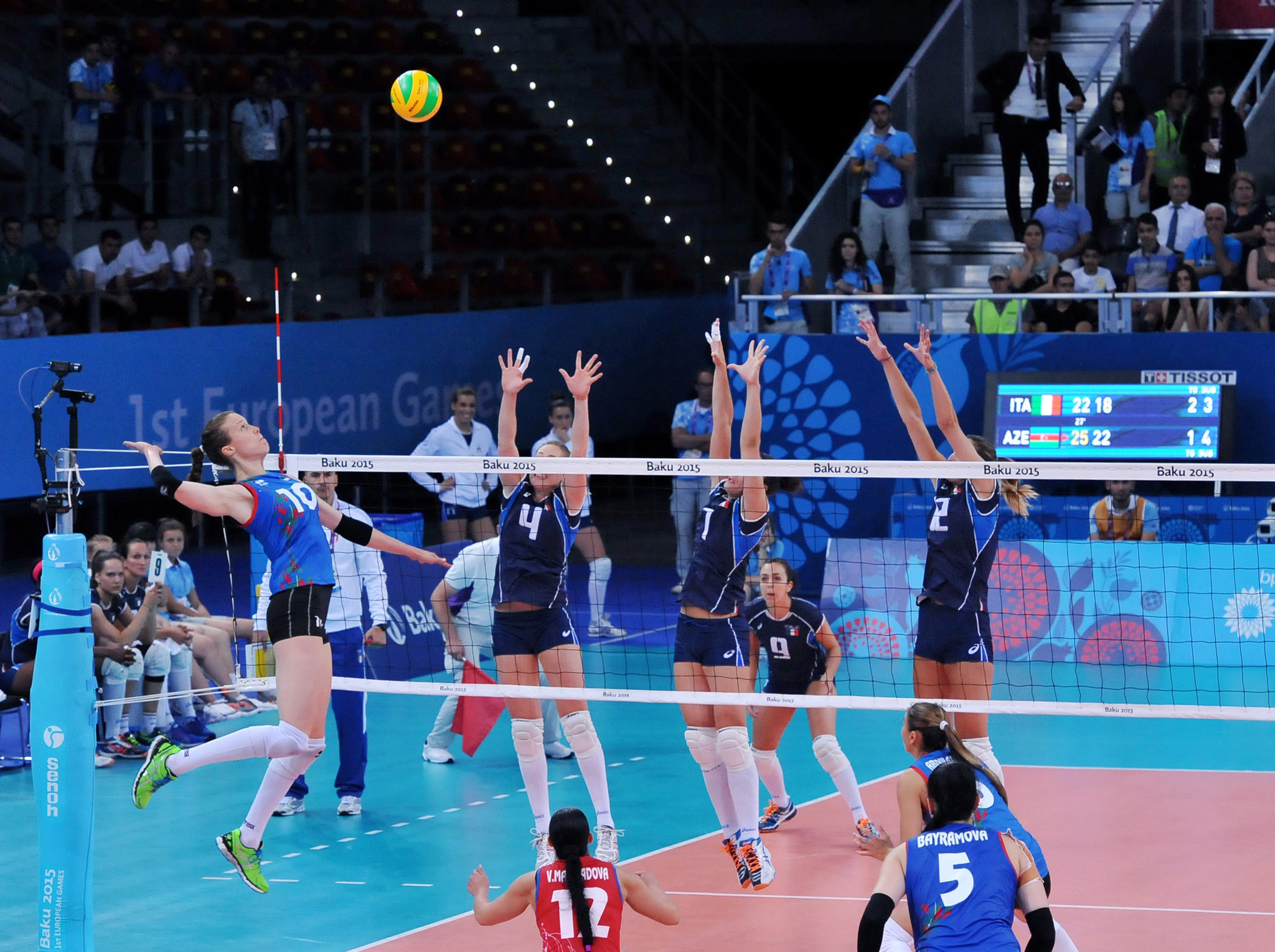
Mecz fazy grupowej pomiędzy reprezentacjami Azerbejdżanu i Włoch na Igrzyskach Europejskich 2015

Reprezentacja Azerbejdżanu w piłce siatkowej kobiet to narodowa reprezentacja tego kraju, reprezentująca go na arenie międzynarodowej.

## Sukcesy
Liga Europejska:
- 2016

## Udział i miejsca w imprezach

### Mistrzostwa Świata
| Rok  | Kraj             | Miejsce      |
| ---- | ---------------- | ------------ |
| 1952 | ZSRR             | brak udziału |
| 1956 | Francja          | brak udziału |
| 1960 | Brazylia         | brak udziału |
| 1962 | ZSRR             | brak udziału |
| 1967 | Japonia          | brak udziału |
| 1970 | Bułgaria         | brak udziału |
| 1974 | Meksyk           | brak udziału |
| 1978 | ZSRR             | brak udziału |
| 1982 | Peru             | brak udziału |
| 1986 | Czechosłowacja   | brak udziału |
| 1990 | Chiny            | brak udziału |
| 1994 | Brazylia         | 10. miejsce  |
| 1998 | Japonia          | brak udziału |
| 2002 | Niemcy           | brak udziału |
| 2006 | Japonia          | 14. miejsce  |
| 2010 | Japonia          | brak udziału |
| 2014 | Włochy           | 15. miejsce  |
| 2018 | Japonia          | 15. miejsce  |
| 2022 | Polska/ Holandia | brak udziału |

### Grand Prix
| Rok  | Miasto          | Miejsce      |
| ---- | --------------- | ------------ |
| 1993 | Hongkong        | brak udziału |
| 1994 | Szanghaj        | brak udziału |
| 1995 | Szanghaj        | brak udziału |
| 1996 | Szanghaj        | brak udziału |
| 1997 | Kobe            | brak udziału |
| 1998 | Hongkong        | brak udziału |
| 1999 | Yuxi            | brak udziału |
| 2000 | Manila          | brak udziału |
| 2001 | Makau           | brak udziału |
| 2002 | Hongkong        | brak udziału |
| 2003 | Andria          | brak udziału |
| 2004 | Reggio Calabria | brak udziału |
| 2005 | Sendai          | brak udziału |
| 2006 | Reggio Calabria | 10. miejsce  |
| 2007 | Ningbo          | brak udziału |
| 2008 | Yokohama        | brak udziału |
| 2009 | Tokio           | brak udziału |
| 2010 | Ningbo          | brak udziału |
| 2011 | Makau           | brak udziału |
| 2012 | Ningbo          | brak udziału |
| 2013 | Sapporo         | brak udziału |
| 2014 | Tokio           | brak udziału |
| 2015 | Omaha           | brak udziału |
| 2016 | Bangkok         | brak udziału |
| 2017 | Nankin          | brak udziału |

### Mistrzostwa Europy
| Rok  | Kraj                                   | Miejsce      |
| ---- | -------------------------------------- | ------------ |
| 1949 | Czechosłowacja                         | brak udziału |
| 1950 | Bułgaria                               | brak udziału |
| 1951 | Francja                                | brak udziału |
| 1955 | Rumunia                                | brak udziału |
| 1958 | Czechosłowacja                         | brak udziału |
| 1963 | Rumunia                                | brak udziału |
| 1967 | Turcja                                 | brak udziału |
| 1971 | Włochy                                 | brak udziału |
| 1975 | Jugosławia                             | brak udziału |
| 1977 | Finlandia                              | brak udziału |
| 1979 | Francja                                | brak udziału |
| 1981 | Bułgaria                               | brak udziału |
| 1983 | NRD                                    | brak udziału |
| 1985 | Holandia                               | brak udziału |
| 1987 | Belgia                                 | brak udziału |
| 1989 | Niemcy                                 | brak udziału |
| 1991 | Włochy                                 | brak udziału |
| 1993 | Czechy                                 | brak udziału |
| 1995 | Holandia                               | brak udziału |
| 1997 | Czechy                                 | brak udziału |
| 1999 | Włochy                                 | brak udziału |
| 2001 | Bułgaria                               | brak udziału |
| 2003 | Turcja                                 | brak udziału |
| 2005 | Chorwacja                              | 4. miejsce   |
| 2007 | Belgia/ Luksemburg                     | 12. miejsce  |
| 2009 | Polska                                 | 12. miejsce  |
| 2011 | Serbia/ Włochy                         | 9. miejsce   |
| 2013 | Niemcy/ Szwajcaria                     | 15. miejsce  |
| 2015 | Holandia/ Belgia                       | 14. miejsce  |
| 2017 | Gruzja/ Azerbejdżan                    | 4. miejsce   |
| 2019 | Polska/ Słowacja/ · Turcja/ Węgry      | 10. miejsce  |
| 2021 | Serbia/ Bułgaria/ · Chorwacja/ Rumunia | 24. miejsce  |
| 2023 | Włochy/ Niemcy/ · Belgia/ Estonia      | 17. miejsce  |

### Liga Europejska
| Rok  | Miasto                   | Miejsce        |
| ---- | ------------------------ | -------------- |
| 2009 | Kayseri                  | brak udziału   |
| 2010 | Ankara                   | brak udziału   |
| 2011 | Stambuł                  | brak udziału   |
| 2012 | Karlowe Wary             | brak udziału   |
| 2013 | Warna                    | brak udziału   |
| 2014 | brak turnieju Final Four | 4. miejsce     |
| 2015 | brak turnieju Final Four | brak udziału   |
| 2016 | brak turnieju Final Four | 1. miejsce     |
| 2017 | brak turnieju Final Four | brak udziału   |
| 2018 | Budapeszt                | 5. miejsce     |
| 2019 | Varaždin                 | 10-12. miejsce |
| 2021 | Ruse                     | 11. miejsce    |
| 2022 | Orlean                   | brak udziału   |

### Igrzyska Europejskie
| Rok  | Miasto | Miejsce    |
| ---- | ------ | ---------- |
| 2015 | Baku   | 4. miejsce |